# 北海牛舌鰨
北海牛舌鰨為輻鰭魚綱鰈形目鰨亞目鰨科的其中一種，為亞熱帶海水魚，分布於東大西洋區，從冰島、蘇格蘭南部、地中海、北海、波羅的海等海域，棲息深度5-450公尺，體長可達15公分，棲息在大陸棚及大陸坡底層水域，以甲殼類、貝類及軟體動物為食，生活習性不明，可做為食用魚。